# Thijmen Jacobsz Hinlopen
Thijmen Jacobsz Hinlopen (también Tymen; Thymen; Hinloopen, 1572 – 1637), fue uno de los líderes de las compañía mercante y ballenera denominada Compañía del Norte desde 1617 y participante en la New Netherland Company, interesado en el comercio de pieles.  Thijmen fue un importante comerciante de maíz desde el Báltico comerciando con los puertos de Génova y Portugal.
Ha dado nombre al cabo Henlopen, a Delaware y al estrecho de Hinlopen.

## Familia
Se cree que la familia Hinlopen era originaria de Brabante. Después de trasladarse a Ámsterdam, algunos de los Hinlopens llegaron a alcanzar notoriedad durante el denominado siglo de oro neerlandés.
Thijmen se casó con Anna Verlaer, y Jan Jacobszoon Hinlopen fue uno de sus sobrinos.